# Barbacã

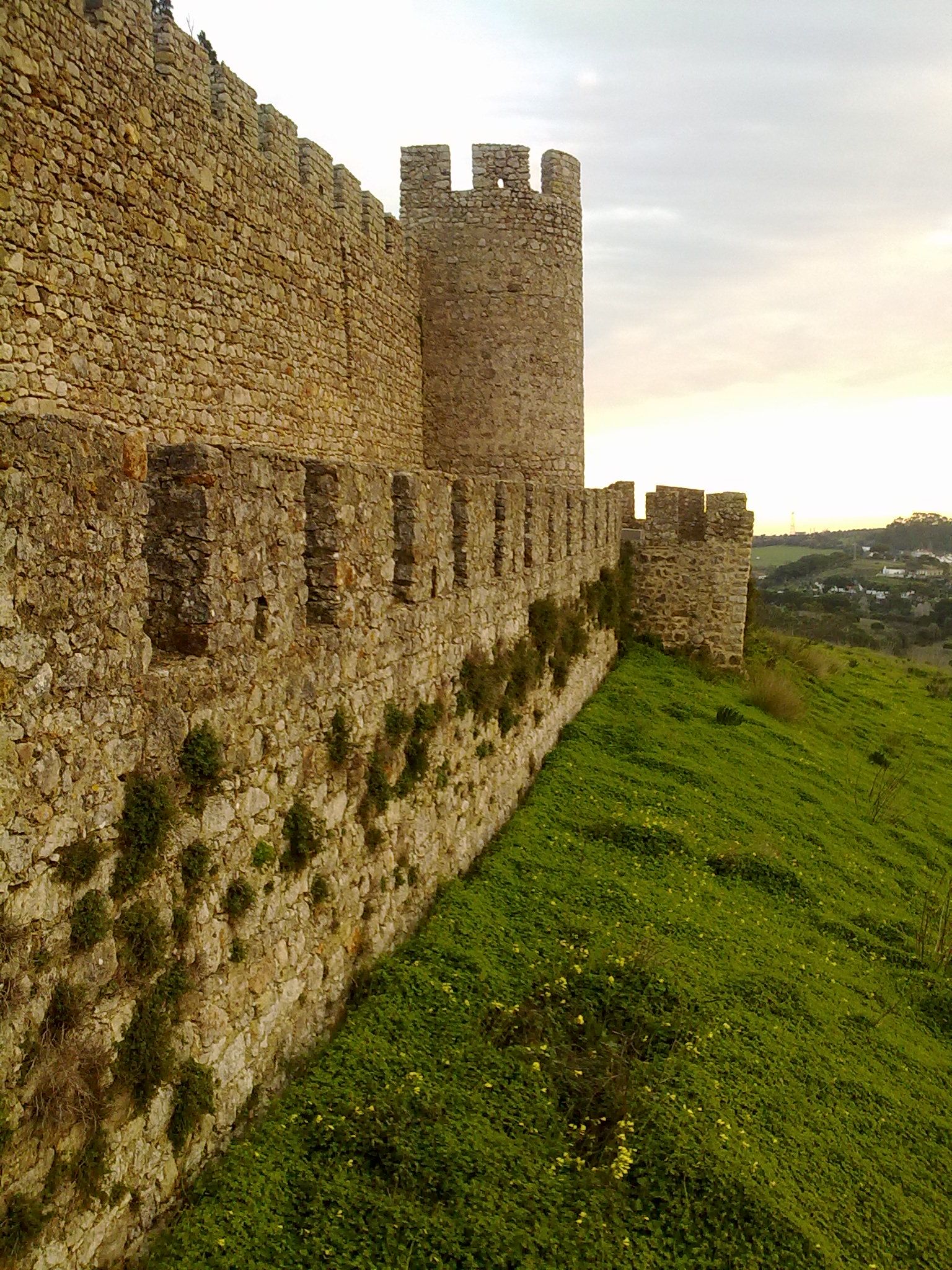
Barbacã do Castelo de Santiago do Cacém.

A barbacã (do latim medieval "barbacana"), em arquitectura militar, é um muro anteposto às muralhas, de menor altura do que estas, com a função de proteger as muralhas dos impactos da artilharia.